# 4-я Кордунская ударная бригада
4-я Кордунская ударная бригада (сербохорв. Četvrta kordunaška udarna brigada / Четврта кордунашка ударна бригада) — подразделение НОАЮ, участвовавшее в Народно-освободительной войне Югославии.

## История
Сформирована 20 августа 1942 как 1-я Кордунская бригада в Горне-Будачко на Кордуне на основе ударных батальонов 1-го и 2-го Кордунских партизанских отрядов и молодёжного батальона имени Йожи Влаховича. Насчитывала 900 человек. Позднее называлась 4-й народно-освободительной ударной бригадой Хорватии. 2 декабря 1942 был образован 4-й батальон бригады, а в том месяце в её составе уже было 1300 человек. После образования 8-й Кордунской дивизии несла службу в её составе как 1-я бригада 8-й дивизии НОАЮ, участвовала в боях как подразделение 4-го хорватского корпуса. Награждена орденами Национального освобождения, Партизанской звезды, Братства и единства.

## Руководство

### Командиры
- Никола Видович
- Петар Клеут
- Михайло Войнович
- Михайло (Мишко) Блажевич
- Милош Кляич (командовал 4-м батальоном, а затем и всей бригадой)
- Симо Микашинович
- Йоцо Милькович
- Мирко Жутич
- Драган Пайич

### Политруки
- Миле Мартинович
- Артур Туркулин
- Душан Баич
- Александр Бацкович
- Душан Бабич
- Милан Зимоня